# 2014年京都府知事選挙
2014年京都府知事選挙（2014ねんきょうとふちじせんきょ）は、2014年（平成26年）4月6日に投開票が行われた京都府知事を選出するための選挙。

## 概要
現職の山田啓二の任期満了に伴う知事選挙。その山田が4期目を目指して立候補したのに対して、新人で医師の尾崎望が立候補し、選挙戦はこの2氏による一騎討ちとなった。

### 主な争点
（出典）
- 3期12年にわたる山田府政への評価と多選の是非

- 2014年4月からの消費税増税を踏まえた経済対策

- リニア中央新幹線の京都誘致

- 京丹後市への米軍Xバンドレーダー配備

## 基礎データ

### 告示日
- 2014年（平成26年）3月20日

### 執行日
- 2014年（平成26年）4月6日
  - 当日の投票時間帯:7:00 〜 20:00
- 期日前投票:2014年（平成26年）3月21日 〜 4月5日

### 同日選挙
- 京都府議会議員補欠選挙（3月28日 告示）[4]
  - 京都市北区選挙区（田坂幾太の第46回衆議院議員総選挙出馬による）
  - 宇治市及び久世郡選挙区（山本正の宇治市長選挙出馬による）
  - 城陽市選挙区（奥田敏晴の城陽市長選挙出馬による）
- 南丹市長選挙（3月30日 告示、任期満了に伴う）[4]
- 与謝野町長選挙（4月1日 告示、任期満了に伴う）[4]
- 与謝野町議会議員選挙（4月1日 告示、任期満了に伴う）[4]
- 井手町議会議員選挙（4月1日 告示、任期満了に伴う）[4]

## 立候補者
2名、届け出順。
| 立候補者                   | 年齢 | 党派                                                                 | 新旧 | 肩書き                     | ウェブサイト |
| -------------------------- | ---- | -------------------------------------------------------------------- | ---- | -------------------------- | ------------ |
| 尾崎望 （おざき のぞむ）   | 59   | 無所属 （共産党 推薦）                                               | 新   | 医師、京都民医連会長       |              |
| 山田啓二 （やまだ けいじ） | 60   | 無所属 （公明党、自民党府連、民主党府連、日本維新の会府総支部 推薦） | 現   | 京都府知事、全国知事会会長 |              |

### 立候補者のプロフィールおよび立候補に至る経緯
- 尾崎望 - 医師、京都民主医療機関連合会会長

2013年11月11日に無所属での出馬を表明。共産党が推薦を決めた。
- 山田啓二 - 京都府知事、全国知事会会長

2002年の知事選挙で初当選以降3選。2013年12月21日に4選を目指し無所属での出馬を表明。公明党本部と自民党府連、民主党府連、日本維新の会府総支部の各党が推薦する。
（届け出順）

### 政党・団体の動向
前回の知事選挙で山田を「支援」した自民党・公明党・民主党の各党は、今回も山田の支援に動いた。今回は、前回では無かった現職の山田からの推薦依頼が各党にあったことで、公明党が党本部の「推薦」、知事選挙での党本部推薦が3期までの党規がある自民党と民主党の両党が府本部単位での「推薦」という対応を取った。これに加えて、独自候補擁立の動きがあった日本維新の会も最終的に府総支部が山田の「推薦」を決めた。
一方、1978年まで28年間続いた蜷川虎三以来となる革新府政転換を目指す共産党は、京都民医連会長を務める医師の尾崎を推薦した。これによって、政党レベルでは1986年の知事選挙以降続いてきた「非共産vs共産」の2極対決の構図が今回も固まった。
この他、これまでの知事選挙で山田を推薦・支援し続けていた社民党は、今回も山田を支援する方向で動いていた。ただ、前年9月に山田が同府京丹後市へのアメリカ軍Xバンドレーダー基地の建設受け入れを容認したことを受け、同党党首の吉田忠智が「日本のアメリカ軍基地を撤去していくのが党の基本的な立場だ」として山田に強く反発。この問題があったためか、同党県連合は最終的に自主投票を正式に決定した。連合京都は山田の推薦を決めた。

### 選挙のタイムライン
- 2013年11月11日 - 尾崎が出馬会見。無所属で立候補することを表明。[6]
  - 11月12日 〜 12月17日までの間 - 共産党が尾崎の推薦を決定。[15]
- 2013年12月21日
  - 山田が出馬会見。4期目を目指し、無所属で立候補することを表明。[7]
  - 自民党府連が山田の推薦を決定。[9]
- 2014年1月18日
  - 民主党府連が山田の推薦を決定。[10]
  - 公明党府本部が山田の推薦を決定。直後に同党本部に山田の推薦依頼を行う。[10]
- 2014年1月26日 -　社民党党首の吉田忠智が、会見で同党の自主投票を示唆[12]。
- 2014年1月30日 - 公明党本部が山田の推薦を決定。[8]
- 2014年2月14日 - 日本維新の会府総支部が山田の推薦を決定。[11]
- 2014年3月20日 - 告示。[1]
- 2014年4月5日 - 社民党県連合が正式に自主投票を決定。[13]
- 2014年4月6日 - 投開票。

## 選挙結果

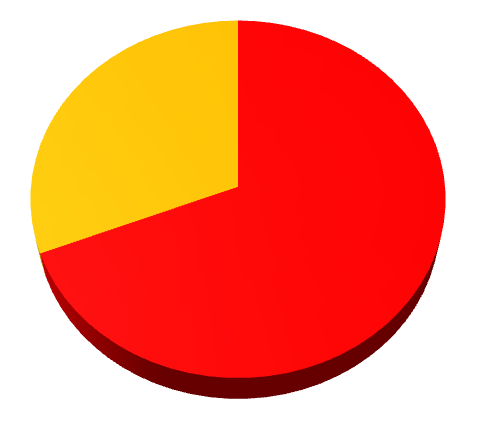
各候補の得票率（得票数の多かった順）

投票率は34.45%で、前回の41.09%を下回り過去最低を更新した（前回比 -6.64%）。当日の有権者数は205万7594人で、投票総数は70万8889票となった。
候補者別の得票数の順位、得票数、得票率、惜敗率、供託金没収概況は以下のようになった。供託金欄のうち「没収」とある候補者は、有効投票総数の10%を下回ったため全額没収された。得票率と惜敗率は未発表のため暫定計算とした（小数3位以下四捨五入）。
|      | 順位 | 候補者名  | 党派   | 新旧 | 得票数  | 得票率 | 惜敗率 | 供託金 |
| ---- | ---- | --------- | ------ | ---- | ------- | ------ | ------ | ------ |
| 当選 | 1    | ■山田啓二 | 無所属 | 現   | 481,195 | 69.04% | ----   |        |
|      | 2    | ■尾崎望   | 無所属 | 新   | 215,744 | 30.96% | 44.84% |        |

（出典）
現職の山田はこれまでの3期12年の実績を強調しながら、3万人の正規雇用創出策や景気回復策、防災強化などを訴えた。また、選挙期間中に行われた消費税引き上げに関しては、低所得者層に向けた負担軽減策の実施などを訴えた。推薦を受けた自民党や民主党などの支持層の票に加えて、無党派層からの票も確実にまとめ上げ、対抗の尾崎を圧倒し4選を果たした。
共産党が推薦した尾崎は、小児科医としての経験から、子どもの貧困問題への取り組みを強調。この他、消費税引き上げ反対や国民健康保険料引き下げなどを訴えたが、現職の山田の厚い支持基盤には及ばなかった。